# Frånsida

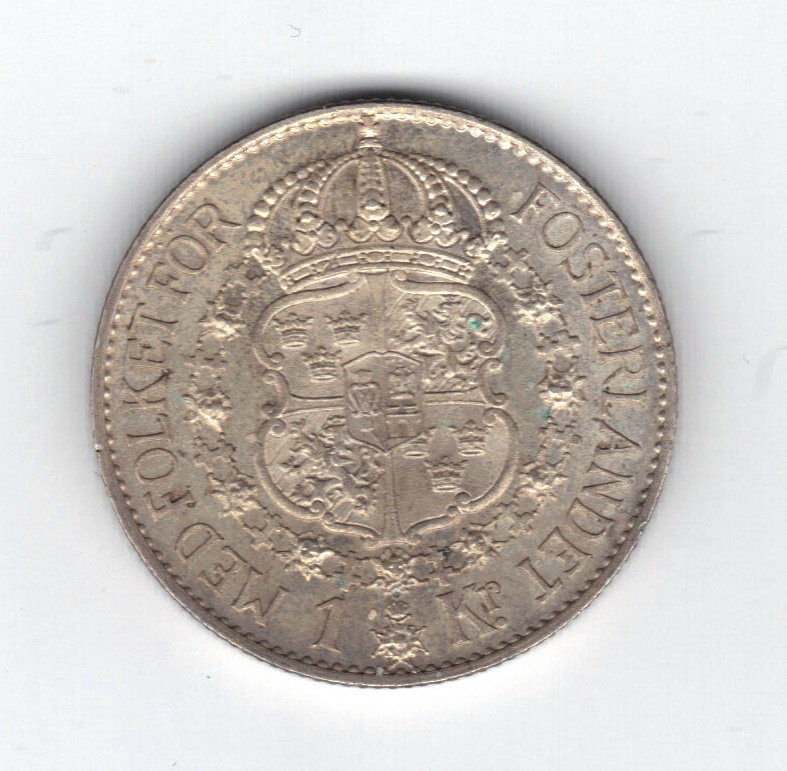
Frånsidan på en enkrona från 1927.

Frånsida, revers eller klave är ett mynts eller medaljs baksida. Myntets framsida kallas åtsida, advers/avers, obvers eller krona.
Revers är också ett namn på ett skuldebrev.